# Нгом, Умар
Ума́р Нгом (фр. Oumar Ngom; род. 9 марта 2004, Ньор) — мавританский футболист, полузащитник клуба «По» и сборной Мавритании.

## Клубная карьера
Нгом — воспитанник клуба «Ньор». 5 марта 2022 года в матче против «Аяччо» он дебютировал в Лиге 2. 13 мая 2023 года в поединке против «Бастии» Умар забил свой первый гол за «Ньор». Летом того же года Нгом перешёл в «По». 12 августа в матче против «Кана» он дебютировал за новую команду.  